# Saint-Dizier-les-Domaines
Saint-Dizier-les-Domaines är en kommun i departementet Creuse i regionen Nouvelle-Aquitaine i de centrala delarna av Frankrike. Kommunen ligger i kantonen Châtelus-Malvaleix som tillhör arrondissementet Guéret. År 2022 hade Saint-Dizier-les-Domaines 203 invånare.

## Befolkningsutveckling
Antalet invånare i kommunen Saint-Dizier-les-Domaines
Referens:INSEE